# Еропкин-Кляпиков, Иван Михайлович
Иван Михайлович Еропкин-Кляпиков (убит в 1530) – боярский сын и голова, воевода на службе у московского князя Василия III. Рюрикович в XIX колене, единственный сын дипломата на московской службе Михаила Степановича Еропкина-Кляпика, правнук родоначальника Еропкиных Ивана Евстафьевича Еропки из рода князей Смоленских. В 1529 году был приставом при литовских послах, задержанных в Можайске. В 1530 году участвовал в походе на Казань, на реке Свияга был пленён и казнён в Казани. Детей не имел.